# 多门蒂斯
多门蒂斯是巴西伯南布哥州的一个市镇。总面积1392.1平方公里，总人口15150人，人口密度10.9人/平方公里。